# Wereldkampioenschap basketbal vrouwen 2026
Het wereldkampioenschap basketbal vrouwen 2026 zal het 20ste wereldkampioenschap basketbal voor vrouwen worden georganiseerd door de Fédération Internationale de Basketball of FIBA. Het is gepland door te gaan van 4 tot 13 september 2026 in Berlijn in Duitsland. Argentinië (San Luis), Brazilië (Rio de Janeiro) en Duitsland waren geïnteresseerd de organisatie op zich te nemen, op 28 april 2023 werd door de bestuursvergadering van de FIBA tijdens een meeting in Manilla in de Filipijnen beslist dat het Duitsland werd. Het is na het WK van 1998 de tweede maal dat Duitsland dit WK mag organiseren. De Berlijnse Senaat ondersteunt het evenement met zes miljoen euro.
Zestien landen zullen strijden in twee stadions, de Uber Arena en de Max-Schmeling-Halle in Berlijn. Het is de derde maal dat het WK doorgaat met de naam FIBA Women's Basketball World Cup. Het motto van deze editie is Time for HER Game.
| Berlijn            | Berlijn             | · Berlijn |
| Uber Arena         | Max-Schmeling-Halle | · Berlijn |
| Capaciteit: 14.500 | Capaciteit: 8.500   | · Berlijn |
|                    |                     | · Berlijn |

## Gekwalificeerde teams
Op 25 maart 2022 breidde FIBA, na een herziening van het huidige FIBA-damesbasketbalsysteem, het WK weer uit tot 16 teams, nadat het de teams voor de editie van 2022 had teruggebracht tot 12 teams. De uitbreiding brengt het aantal teams dat zich kan kwalificeren terug op hetzelfde aantal als de wereldbekers tussen 1990 en 2018.
Het eerste land dat zich na Duitsland zelf kwalificeerde was de Verenigde Staten die in Parijs in de finale Basketbal Vrouwen op de Olympische Zomerspelen 2024 op 11 augustus 2024 met 67-66 Frankrijk uitschakelde.
| Kwalificatie                | Locatie | Datum                      | Aantal plaatsen | Gekwalificeerd   |
| --------------------------- | ------- | -------------------------- | --------------- | ---------------- |
| Thuisland                   | n.v.t.  | 28 april 2023              | 1               | Duitsland        |
| Olympische Zomerspelen 2024 | Parijs  | 28 juli – 11 augustus 2024 | 1               | Verenigde Staten |

1953 · 
1957 · 
1959 · 
1964 · 
1967 · 
1971 · 
1975 · 
1979 · 
1983 · 
1986 · 
1990 · 
1994 · 
1998 · 
2002 · 
2006 · 
2010 · 
2014 · 
2018 · 
2022 · 
2026
1953:  Verenigde Staten · 
1957:  Verenigde Staten · 
1959:  Sovjet-Unie · 
1964:  Sovjet-Unie · 
1967:  Sovjet-Unie · 
1971:  Sovjet-Unie · 
1975:  Sovjet-Unie · 
1979:  Verenigde Staten · 
1983:  Sovjet-Unie · 
1986:  Verenigde Staten · 
1990:  Verenigde Staten · 
1994:  Brazilië · 
1998:  Verenigde Staten · 
2002:  Verenigde Staten · 
2006:  Australië · 
2010:  Verenigde Staten · 
2014:  Verenigde Staten · 
2018:  Verenigde Staten  · 
2022:  Verenigde Staten